# Kirsten Brøsted
Kirsten Brøsted (født 4. januar 1918, død 5. oktober 2013) var en dansk politiker som blev valgt til Folketinget for Danmarks Retsforbund i 1977.
Brøsted var datter af togfører Børge Johannes Ketelsen og hustru Ane Marie Ketelsen. Hun blev født 4. januar 1918 og havde mellemskoleeksamen fra N. Zahles Seminarieskole. Hun var elev og siden medhjælper og assistent på Odense kommunale børne-optagelseshjem, og på et tidspunkt sekretær i KFUK-spejdernes 4. gren.
Brøsted blev opstillet til Folketinget for Danmarks Retsforbund i Bispeengkredsen fra 1977 og blev valgt til Folketinget ved valget 15. februar 1977. Hun nedlagde mandatet ca. 2 uger efter valget den 3. marts 1977 hvorefter Niels Mølgaard overtog pladsen i Folketinget.